# Wielanowo
Wielanowo [vjɛlaˈnɔvɔ] (trước đây là Villnow của Đức) là một ngôi làng thuộc khu hành chính của Gmina Grzmiąca, thuộc hạt Szczecinek, West Pomeranian Voivodeship, ở phía tây bắc Ba Lan. Nó nằm khoảng 30 kilômét (19 mi) về phía tây bắc của Szczecinek và 125 km (78 mi) về phía đông bắc của thủ đô khu vực Szczecin.
Trước năm 1945, khu vực này là một phần của Đức. Đối với lịch sử của khu vực, xem Lịch sử của Pomerania.
Làng có dân số 110 người.